# Sedm samurajů
Sedm samurajů (japonsky 七人の侍, Šičinin no samurai) je japonský film, který režíroval a zčásti napsal Akira Kurosawa v roce 1954. Film je široce hodnocen jako jeden z nejlepších filmů, které byly kdy vyrobeny, a patří mezi několik málo japonských filmů, které jsou známy po celém světě. Často je zařazován do výběrů nejlepších filmů všech dob a zemí. V žebříčku Internet Movie Database se dlouho umisťoval v první desítce. Ku dni 30. července 2015 byl v tomto pořadí veden na 20. místě. Je označován za nejlepší japonský film všech dob. Film inspiroval řadu dalších filmů i západní provenience, například Sedm statečných (1960) je přepisem Sedmi samurajů do amerického prostředí.
Jedná se o příběh zasazený do Japonska na přelomu let 1587/1588. Vesničané si najmou skupinu samurajů, kteří je mají ochránit před nájezdníky.